# Парагвайская война
Парагва́йская война́ — продолжавшаяся с 13 декабря 1864 года по 1 марта 1870 года война Парагвая против союза Бразилии, Аргентины и Уругвая. Началась в конце 1864 года с конфликта Парагвая и Бразилии; с 1865 года в войне принимали участие Аргентина и Уругвай.
Эта война получила различные названия: в Бразилии она более известна как Парагвайская война (порт. Guerra do Paraguai). В Аргентине и Уругвае этот вооруженный конфликт именуется как Война Тройственного альянса (исп. Guerra de la Triple Alianza), в то время как в самом Парагвае её называют Великая война (исп. Guerra Grande) или просто Война против Тройственного альянса (исп. Guerra contra la Triple Alianza).
Результатом войны стало полное поражение Парагвая и потеря, по данным ряда источников, 70 % взрослого мужского населения. После победы войск Тройственного альянса над регулярной парагвайской армией конфликт перешёл в стадию партизанской войны, что привело к огромным жертвам среди мирных жителей. Территориальные потери (почти половина земель страны), гибель бо́льшей части населения и уничтожение промышленности превратили Парагвай в одну из самых отсталых стран Латинской Америки.

## Предыстория конфликта

### Территориальные претензии сторон
Начиная с самого появления португальцев в Бразилии между ними и испанцами продолжались пограничные столкновения. Неоднократно предпринимались попытки урегулирования (Утрехтский мирный договор, Мадридский договор, Первый договор в Сан-Ильдефонсо), однако полностью граница так и не была определена. Сыграло свою роль и то, что указанные в договорах ориентиры нередко понимались сторонами по-разному; так, очень показателен пример с рекой Игурей. По мнению испанской (а позже и парагвайской) стороны, именно она являлась пограничной; португальцы же называли эту реку Вакария в верхнем течении и Ивиньейма в нижнем, а название Игурей, по их мнению, носила река, протекавшая значительно южнее. Испанцы же, со своей стороны, именовали эту реку Карапа и не считали её границей.
Таким образом, к моменту провозглашения Парагваем независимости проблема территориального размежевания с Бразилией не была решена. Вместе с тем фактически спорные территории находились под контролем Парагвая. До тех пор пока бразильско-парагвайские отношения оставались тёплыми, этот спор не играл большой роли. Однако с 1850-х годов, после их ухудшения, вопрос о границах приобретает важное значение. В начале 1860-х годов Бразилия окончательно нарушила статус-кво, выстроив на реке Игурей крепость Дорадус.

### Парагвай перед войной
Необходимо отметить, что довоенное развитие Парагвая значительно отличалось от развития соседних государств Южной Америки. В правление Хосе Франсии и Карлоса Антонио Лопеса страна развивалась практически в изоляции от остальных стран региона. Руководство Парагвая поддерживало курс на построение самодостаточной, автономной экономики. Режим Лопесов (в 1862 году Карлоса Антонио Лопеса сменил на посту президента его сын, Франсиско Солано Лопес) характеризовался жёсткой централизацией, не оставлявшей места для развития гражданского общества.
Бо́льшая часть земель (около 98 %) находилась в руках государства; государство же осуществляло и значительную часть производственной деятельности. Существовали так называемые «поместья Родины» (исп. Estancias de la Patria) — 64 управляемых правительством хозяйства. Более 200 иностранных специалистов, приглашённых в страну, прокладывали телеграфные линии и железные дороги, что способствовало развитию сталелитейной, текстильной, бумажной, типографской промышленности, кораблестроения и производства пороха.
Правительство полностью контролировало экспорт. Основными вывозимыми из страны товарами являлись ценные породы древесины и мате. Политика государства была жёстко протекционистской; импорт фактически перекрывался высокими таможенными пошлинами. В отличие от соседних государств, Парагвай не брал внешних займов. Эту политику предшественников продолжил и Франсиско Солано Лопес.
В то же время правительство начало модернизацию армии. Литейная мастерская в Ибикуи, построенная в 1850 году, производила пушки и мортиры, а также боеприпасы всех калибров; на верфях Асунсьона строились военные корабли.
Рост промышленного производства настоятельно требовал контакта с международным рынком. Однако Парагвай, находившийся в глубине континента, не имел выхода к морю. Чтобы его достичь, судам, вышедшим из речных портов Парагвая, необходимо было пройти вниз по рекам Парана и Парагвай, достичь Ла-Платы и лишь затем выйти в океан. В замыслах Лопеса было приобретение порта на Атлантическом побережье, что было возможно лишь при захвате части бразильской территории.
В ходе подготовки к реализации этих целей было продолжено развитие военной промышленности. В армию в порядке обязательной военной службы было призвано значительное количество солдат; велась их интенсивная подготовка. В устье реки Парагвай были построены укрепления.
Парагвай также проводил и дипломатическую подготовку к войне, заключив альянс с правившей в Уругвае Национальной партией («Бланко», «Белые»). Соответственно, соперник и противник «Бланко» — Партия Колорадо («Цветные») — нашла поддержку у Аргентины и Бразилии.

### Обстановка в бассейне Ла-Платы до войны
С тех пор как Бразилия и Аргентина получили независимость, между правительствами Буэнос-Айреса и Рио-де-Жанейро продолжалась борьба за гегемонию в бассейне Ла-Платы. Это соперничество в значительной мере определяло внешнюю и внутреннюю политику стран региона. В 1825—1828 годах противоречия между Бразилией и Аргентиной привели к войне; её результатом стала независимость Уругвая (окончательно признана Бразилией в 1828 году). После этого ещё дважды правительства Рио-де-Жанейро и Буэнос-Айреса чуть было не начали военные действия друг против друга.
Целью правительства Аргентины было объединение всех стран, прежде входивших в вице-королевство Ла-Платы (в том числе Парагвая и Уругвая). Начиная с первой половины XIX века оно предпринимало попытки достичь этого, однако безуспешно — во многом из-за вмешательства Бразилии. Именно Бразилия, находившаяся в то время под управлением португальцев, была первой страной, признавшей (в 1811 году) независимость Парагвая. Опасаясь чрезмерного усиления Аргентины, правительство Рио-де-Жанейро предпочитало поддерживать баланс сил в регионе, помогая Парагваю и Уругваю сохранить независимость.
Кроме того, Парагвай и сам неоднократно вмешивался в политику Аргентины. Так, с 1845 по 1852 год парагвайские войска воевали против буэнос-айресского правительства вместе с отрядами провинций Корриентес и Энтре-Риос. В этот период особенно тёплыми были отношения Парагвая с Бразилией, также враждовавшей с аргентинским президентом Хуаном Мануэлем Росасом. Вплоть до его свержения в 1852 году бразильцы продолжали оказывать Асунсьону военно-техническую помощь, уделяя особое внимание укреплениям на реке Паране и усилению парагвайской армии.
Стоит также отметить, что бразильская провинция Мату-Гросу не была связана с Рио-де-Жанейро сухопутными дорогами, и бразильским судам требовалось пройти через парагвайскую территорию по реке Парагвай, чтобы достичь Куябы. Однако нередко получение разрешения на это от парагвайского правительства было связано с большими трудностями.
Ещё одним очагом напряжённости в регионе являлся Уругвай. Бразилия имела в этой стране значительные финансовые интересы; её граждане пользовались значительным влиянием — как экономическим, так и политическим. Так, компания бразильского бизнесмена Иринеу Эвангелиста ди Суза фактически являлась государственным банком Уругвая; во владении бразильцев находилось около 400 поместий (порт. estancias), занимавших около трети территории страны. Особенно острым для этой влиятельной прослойки уругвайского общества был вопрос о налоге на скот, перегоняемый из бразильской провинции Риу-Гранди-ду-Сул.
Трижды в течение этого периода Бразилия предпринимала политическое и военное вмешательство в дела Уругвая — в 1851 году, против Мануэля Орибе и аргентинского влияния; в 1855 году, по просьбе уругвайского правительства и Венансио Флореса, лидера партии Колорадо (традиционного союзника бразильцев); и в 1864 году, против Атанасио Агирре — последняя интервенция и послужила толчком к началу Парагвайской войны. Вероятно, во многом этим действиям способствовала Великобритания, не желавшая объединения бассейна Ла-Платы в единое государство, способное единолично пользоваться ресурсами региона.
Таким образом, среди причин начала войны можно назвать последствия колониализма в Латинской Америке в целом, борьбу за контроль над стратегически важным бассейном реки Ла-Плата, вмешательство во внутренние дела Уругвая, Бразилии и Аргентины и экспансионистские амбиции парагвайского президента Франсиско Солано Лопеса. Также, начиная с 1860-х годов, некоторые историки отмечают значительную роль в эскалации конфликта Великобритании, нуждавшейся в новых источниках хлопка из-за Гражданской войны США.

### Бразильская интервенция в Уругвай
В апреле 1864 года Бразилия отправила в Уругвай дипломатическую миссию во главе с Жозе Антониу Сараива. Целью её было потребовать компенсацию за убытки, причинённые бразильским фермерам-гаучо в пограничных конфликтах с уругвайскими фермерами. Президент Уругвая Атанасио Агирре отверг бразильские притязания.
Солано Лопес предложил себя в качестве посредника на переговорах, но бразильцы выступили против этого предложения. В августе 1864 года Парагвай разорвал дипломатические отношения с Бразилией и объявил, что оккупация Уругвая бразильскими войсками будет нарушением равновесия в регионе.
12 октября бразильские части вторглись в Уругвай. Сторонники Венансио Флореса и партии Колорадо, поддержанные Аргентиной, объединились с бразильцами и свергли Агирре.

## Война

### Начало войны
Атакованные бразильцами, уругвайские «Бланкос» попросили Лопеса о помощи, однако Парагвай не оказал её немедленно. Вместо этого 12 ноября 1864 года парагвайский корабль «Такуари» захватил бразильское судно «Маркиз Олинда», направлявшееся по реке Парагвай в провинцию Мату-Гросу; среди прочего на его борту находились груз золота, военное снаряжение и недавно назначенный губернатор провинции Риу-Гранди-ду-Сул Фредерику Карнейру Кампус. 13 декабря 1864 года Парагвай объявил войну Бразилии.
Но помочь уругвайским «Бланкос» непосредственно парагвайцы не могли — для этого требовалось пересечь территорию, принадлежащую Аргентине. Поэтому в марте 1865 года правительство Ф.С. Лопеса обратилось к аргентинскому президенту Бартоломе Митре с просьбой пропустить через провинцию Коррьентес армию из 25 000 человек под командованием генерала Венсеслао Роблеса. Однако Митре, ещё недавно бывший союзником бразильцев в интервенции против Уругвая, отказал. В связи с этим 18 марта 1865 года Парагвай объявил Аргентине войну.
Уругвай, уже под управлением Венансио Флореса, вошёл в союз с Бразилией и Аргентиной, завершив, таким образом, образование Тройственного альянса.
В начале войны силы парагвайской армии насчитывали 38 000 хорошо подготовленных солдат из 60 000, находившихся в резерве. Флот Парагвая насчитывал 23 небольших парохода и ряд мелких судов, сгруппированных вокруг канонерской лодки «Такуари», причём почти все эти корабли были переоборудованы из гражданских. Заказанные в Европе 5 новейших броненосцев не успели прибыть до начала боевых действий, а позже были даже перекуплены Бразилией и вошли в состав её флота. Артиллерия парагвайцев насчитывала около 400 орудий.
Армии государств Тройственного союза уступали парагвайским в численности. Аргентина имела в составе регулярных частей около 8500 человек, а также эскадру из четырёх пароходов и одной шхуны. Уругвай вступил в войну без флота и с менее чем двухтысячной армией. Бо́льшая часть 16 000-й бразильской армии была предварительно размещена по гарнизонам на юге страны; вместе с тем Бразилия обладала мощным флотом, состоявшим из 42 судов с 239 орудиями и личным составом, насчитывавшим 4000 моряков. При этом значительная часть флота под командованием маркиза Тамандаре уже была сосредоточена в бассейне Ла-Платы (для интервенции против Агирре).
Несмотря на значительную численность войск, Бразилия не была готова к войне. Её армия была плохо организована; войска, использованные в Уругвае, состояли главным образом из отрядов региональных политиков и некоторых частей Национальной гвардии. В связи с этим бразильские войска, сражавшиеся в Парагвайской войне, не были профессиональными, а комплектовались добровольцами (так называемые «добровольцы Родины» — порт. Voluntários da Pátria). Многие из бразильских солдат были освобождёнными, в обмен на запись в армию, рабами, присланными самими фермерами. Кавалерия была сформирована из Национальной гвардии провинции Риу-Гранди-ду-Сул.
1 мая 1865 года в Буэнос-Айресе Бразилией, Аргентиной и Уругваем был подписан Договор о Тройственном союзе, объединивший эти три страны в борьбе против Парагвая. Верховным главнокомандующим союзных войск стал президент Аргентины Бартоломе Митре.

### Парагвайское наступление
В первый период войны инициатива находилась в руках парагвайцев. Первые сражения войны — вторжение в Мату-Гросу на севере в декабре 1864, в Риу-Гранди-ду-Сул на юге в начале 1865 года и в аргентинскую провинцию Коррьентес — были навязаны союзникам наступавшей парагвайской армией.
Двумя группами парагвайские войска одновременно вторглись в Мату-Гросу. Благодаря численному превосходству им удалось достаточно быстро захватить южную часть провинции.

Пять тысяч человек под командованием полковника Висенте Барриоса на десяти судах поднялись по реке Парагвай и атаковали бразильский форт Нова Коимбра (ныне в штате Мату-Гросу-ду-Сул). Небольшой гарнизон, состоявший из 155 человек под командованием подполковника Эрменгильду ди Альбукерке Порт Карреру (позже получившего титул барон Форт Коимбра), в течение трёх дней оборонял укрепление. Исчерпав припасы, защитники оставили форт и на борту канонерской лодки «Аньямбаи» отправились в направлении Корумбы. Заняв оставленный форт, наступающие продолжили продвижение на север, и в январе 1865 года взяли города Альбукерке и Корумба. Несколько бразильских судов, в том числе и «Аньямбаи», достались парагвайцам.
Вторая колонна парагвайских войск, насчитывавшая четыре тысячи человек под командованием полковника Франсиско Исидоро Рескина, вторглась на территорию Мату-Гросу южнее. Один из отрядов этой группировки, находившийся под командованием майора Мартина Урбьета, 29 декабря 1864 года натолкнулся на ожесточённое сопротивление небольшого отряда бразильцев численностью 16 человек под командованием лейтенанта Антониу Жоана Рибейру. Лишь полностью уничтожив их, парагвайцы смогли продвинуться дальше. Разбив войска полковника Жозе Диаза да Силва, они продолжили наступление в направлении районов Ниоакве и Миранда. В апреле 1865 года парагвайцы достигли района Кошин (ныне север штата Мату-Гросу-ду-Сул).
Несмотря на успехи, парагвайские войска не продолжили наступление на Куябу, столицу провинции Мату-Гросу. Главной причиной этого было то, что основной целью удара парагвайцев в этом районе являлось отвлечение сил бразильцев с юга, где в бассейне Ла-Платы должны были развернуться решающие события войны.
Вторым этапом парагвайского наступления явилось вторжение в аргентинскую провинцию Корриентес и в бразильскую Риу-Гранди-ду-Сул. Вторгаясь на территорию Аргентины, правительство Лопеса пыталось заручиться поддержкой Хусто Хосе де Уркисы, губернатора провинции Коррьентес и Энтре-Риос, являвшегося главой федералистов и противником Митре и правительства в Буэнос-Айресе. Однако Уркиса занял двусмысленную позицию по отношению к парагвайцам, которые были вынуждены приостановить продвижение, пройдя на юг около 200 километров. Парагвайская эскадра, спустившись по реке Паране, заперла аргентинские суда в порту Коррьентеса, а шедшие следом части генерала Роблеса взяли город.
Одновременно с войсками Роблеса аргентинскую границу южнее Энкарнасьона пересёк 10 000-й отряд подполковника Антонио де ла Круса Эстигаррибии. В мае 1865 года он дошёл до бразильской провинции Риу-Гранди-ду-Сул, спустился вниз по реке Уругвай и 12 июня 1865 года взял город Сан-Боржа. Уругваяна, расположенная южнее, была взята 5 августа, не оказав особого сопротивления.

### Затруднения Аргентины
Начало войны с Парагваем не привело к консолидации сил внутри Аргентины. Оппозиция отнеслась к инициативе Митре по вхождению в альянс с Бразилией крайне настороженно. Многими в стране война с Парагваем воспринималась как братоубийственная; получило распространение мнение о том, что истинной причиной конфликта явилась не парагвайская агрессия, а непомерные личные амбиции президента Митре. Сторонники этой версии отмечали, что Лопес вторгся в Бразилию, имея все основания считать Митре своим сторонником и даже союзником, а переход Аргентины на сторону Бразилии явился для парагвайцев совершенно неожиданным. Однако развитие событий было достаточно благоприятно для сторонников войны. Очень своевременно было получено известие о похищении парагвайцами в провинции Коррьентес местных жительниц, что в Аргентине было воспринято как национальное оскорбление. В итоге война продолжилась.
В течение всей войны в Аргентине продолжались выступления, требовавшие, в частности, прекращения войны. Так, 3 июля 1865 года в Басуальдо произошло восстание 8000 военнослужащих ополчения провинции Энтре-Риос, отказавшихся воевать против парагвайцев. В данном случае буэнос-айресское правительство воздержалось от карательных мер против восставших, однако уже следующее восстание в Толедо (ноябрь 1865) было решительно подавлено при помощи бразильских войск. В ноябре 1866 года восстание, начавшись в провинции Мендоса, распространилось на соседние провинции Сан-Луис, Сан-Хуан и Ла-Риоха. На подавление этого выступления была брошена значительная часть аргентинских сил, президент Митре был вынужден вернуться из Парагвая и лично возглавить войска. В июле 1867 года восстала провинция Санта-Фе, в 1868 — провинция Коррьентес. Последнее восстание произошло уже после окончания военных действий: в апреле 1870 года против Буэнос-Айреса восстала провинция Энтре-Риос. Эти выступления, хотя и были подавлены, тем не менее, значительно ослабили аргентинцев.

### Действия Бразилии
В апреле 1865 года колонна бразильских войск, насчитывавшая 2780 человек под командованием полковника Мануэла Педру Драгу, вышла из города Убераба в провинции Минас-Жерайс. Целью бразильцев был переход в провинцию Мату-Гросу для отпора вторгшимся туда парагвайцам. В декабре 1865 года, после тяжёлого двухтысячекилометрового марша через четыре провинции, колонна прибыла в Кошин. Однако Кошин уже был оставлен парагвайцами. В сентябре 1866 войска полковника Драгу прибыли в район Миранды, также оставленный парагвайцами. В январе 1867 года колонна, сократившаяся до 1680 человек, с новым командиром, полковником Карлосом де Мораис Камисао во главе, попыталась вторгнуться на парагвайскую территорию, но была отбита парагвайской кавалерией.
Вместе с тем, несмотря на успехи бразильцев, взявших в июне 1867 года Корумбу, в целом парагвайцы достаточно прочно закрепились в провинции Мату-Гросу и отступили из неё только в апреле 1868 года, будучи вынуждены переместить войска на юг страны, на главный театр военных действий.
В бассейне Ла-Платы коммуникации были ограничены исключительно реками; существовало лишь несколько дорог. Контроль над реками решал ход войны, в связи с чем основные парагвайские укрепления были сосредоточены в низовьях реки Парагвай.
11 июня 1865 года между флотами сторон произошла битва при Риачуэло. Согласно плану Ф. С. Лопеса парагвайский флот должен был неожиданно атаковать бо́льшую по размерам бразильскую эскадру. Однако из-за технических проблем атака не была настолько внезапной, как это планировалось, и бразильские корабли под командованием Франсиску Мануэла Баррозо да Силва сумели разбить сильный парагвайский флот и предотвратить дальнейшее продвижение парагвайцев на аргентинскую территорию. Битва практически решила исход войны в пользу Тройственного союза, который с этого момента контролировал реки бассейна Ла-Платы.
В то время, пока Лопес уже отдавал приказ на отступление частям, занявшим Корриентес, войска, продвигавшиеся от Сан-Боржа, продолжали успешно наступать на юг, заняв Итаки и Уругваяну. 17 августа один из отрядов (3200 солдат под командованием майора Педро Дуарте), продолжавших движение в Уругвай, был разбит союзными войсками под командованием уругвайского президента Флореса в сражении под Жатаи на берегу реки Уругвай.
16 июня бразильская армия пересекла границу Риу-Гранди-ду-Сул с целью окружения Уругваяны; скоро к ней присоединились войска союзников. Войска Альянса были собраны в лагере под городом Конкордия (в аргентинской провинции Энтре-Риос). Общее командование осуществлял Митре, бразильскими войсками командовал фельдмаршал Мануэл Луис Озориу. Часть сил под командованием генерал-лейтенанта Мануэла Маркеса ди Суза, барона Порту-Алегри, была отправлена для завершения разгрома парагвайских войск под Уругваяной; результат не замедлил сказаться: 18 сентября 1865 года парагвайцы сдались.
В последующие месяцы парагвайские войска были выбиты из городов Коррьентес и Сан-Косме, оставив последний клочок аргентинской земли, ещё находившийся в руках парагвайцев. Таким образом, к концу 1865 года Тройственный союз перешёл в наступление. Его армии, насчитывавшие более 50 000 человек, были готовы вторгнуться в Парагвай.

### Вторжение союзников в Парагвай
Вторжение союзников шло по течению реки Парагвай, начиная от парагвайской крепости Пасо-де-ла-Патрия. С апреля 1866 по июль 1868 года военные операции проходили вблизи места слияния рек Парагвай и Парана, где парагвайцы расположили свои главные укрепления. Несмотря на первоначальные успехи войск Тройственного Альянса, эти оборонительные сооружения задержали продвижение союзных сил на более чем двухлетний срок.
Первой пала крепость Итапиру (18 апреля 1866 года). После битв у Пасо-де-ла-Патрия (пала 25 апреля 1866 года) и Эстеро-Бельяко (2 мая 1866 года) союзные войска расположились лагерем на болотах Туйюти. Здесь 24 мая 1866 года они были атакованы парагвайцами; в этом сражении союзники вновь одержали верх. Первая битва при Туйюти стала самым большим генеральным сражением в истории Южной Америки.
В июле 1866 года вместо заболевшего фельдмаршала Озориу командование 1-м корпусом бразильской армии принял генерал Полидору да Фонсека Кинтанилья Жордан. В то же время в район боевых действий из Риу-Гранди-ду-Сул прибыл 2-й бразильский корпус — 10 000 человек под командованием барона Порту Алегри.
Чтобы открыть путь к самой сильной парагвайской крепости Умайте, Митре отдал приказ захватить батареи Курусу и Курупайти. Курусу удалось взять 22 сентября 1866 года внезапной атакой войск барона Порту Алегри, однако батарея Курупайти (командир — генерал Хосе Эдувихис Диас) оказала значительное сопротивление. Атака 20 000 аргентинских и бразильских солдат под командованием Митре и Порту Алегри, поддержанных эскадрой адмирала Тамандаре, была отбита. Тяжёлые потери (5000 человек всего за несколько часов) привели к кризису в командовании союзными силами и остановке наступления.

### Решающие битвы
12 сентября 1866 года Франсиско Солано Лопес встретился с президентом Аргентины Митре. Однако эта попытка заключения мира сорвалась — в первую очередь из-за противодействия бразильцев, не желавших прекращения войны. Боевые действия продолжились.
10 октября 1866 года новым командующим бразильскими войсками стал маршал Луис Алвис ди Лима и Силва, маркиз Кашиас (позже получивший титул герцога). Прибыв в Парагвай в ноябре, он нашёл бразильскую армию практически парализованной. Аргентинские и уругвайские войска, опустошённые болезнями, располагались отдельно. Митре и Флорес, вынужденные заниматься вопросами внутренней политики своих стран, вернулись домой. Тамандаре был смещён, на его место был назначен адмирал Жуакин Жозе Инасиу (будущий виконт Иньяума). Озориу организовывал в Риу-Гранди-ду-Сул 3-й корпус бразильской армии, состоявший из 5000 человек.
В отсутствие Митре командование принял Кашиас, сразу начавший реорганизацию армии. С ноября 1866 по июль 1867 года он принял ряд мер по организации лечебных учреждений (чтобы помочь множеству пострадавших солдат и для борьбы с эпидемией холеры), а также значительно улучшил систему снабжения войск. В этот период военные действия ограничивались мелкими стычками с парагвайцами и бомбардировкой Курупайти. Лопес воспользовался дезорганизацией противника для усиления обороны крепости Умайты.
Замысел Кашиаса сводился к удару во фланг левого крыла парагвайских укреплений. Обойдя крепость, союзники должны были перерезать сообщение Умайты с Асунсьоном, окружив, таким образом, парагвайские части. Для осуществления этого плана Кашиас отдал приказ продвигаться к Туйю-Куэ.
Однако Митре, в августе 1867 года вернувшийся к командованию армией, настаивал на новой атаке против правого крыла парагвайских укреплений, несмотря на предыдущий провал аналогичной атаки у Курупайти. По его приказу бразильская эскадра продвинулась дальше непокорённой батареи, но была вынуждена остановиться у крепости Умайта. В руководстве союзников вновь возникли разногласия: Митре хотел продолжить штурм, однако бразильцы взяли расположенные севернее городки Сан-Солано, Пике и Тайи, изолировав Умайту от Асунсьона и исполнив, таким образом, первоначальный замысел Кашиаса. В ответ парагвайцы попытались атаковать арьергард союзников в Туйюти, но потерпели новое поражение.
В январе 1868 года, после того, как Митре вновь вернулся в Аргентину, Кашиас снова принял командование союзными силами. 19 февраля 1868 года по его приказу эскадра бразильских кораблей под командованием капитана Делфина Карлуса ди Карвалью (позже получившего титул барона Пассажема) обошла Курупайти и Умайту, отрезав их от остального Парагвая. 25 июля, после долгой осады, Умайта пала.
Перейдя в наступление на Асунсьон, союзная армия прошла 200 километров до реки Пикиссири, на которой парагвайцами была выстроена оборонительная линия, использовавшая свойства местности и включавшая в себя форты Ангостуру и Ита-Ибате. Лопесу удалось сосредоточить здесь около 18 000 человек.
Не желая втягиваться во фронтальные бои, Кашиас решил действовать более гибко. Пока флот атаковал укрепления форта Ангостура, войска переправились на правый берег реки. Построив через болота Чако дорогу, солдаты Кашиаса смогли продвинуться на северо-восток, а у города Вильета вновь перешли реку, обойдя, таким образом, парагвайские укрепления и отрезав их от Асунсьона. Позже эти действия получили название «манёвр Пикиссири». Завершив переправу, Кашиас не стал брать практически беззащитный Асунсьон; вместо этого союзники ударили на юг, в тыл парагвайских укреплений.
В декабре 1868 года Кашиасу удалось одержать серию побед над окружённой парагвайской армией. В битвах при Итороро (6 декабря), Аваи (11 декабря), Ломас-Валентинас и Ангостуре (30 декабря) остатки парагвайских войск были практически уничтожены. 24 декабря трое командующих войсками Альянса (Кашиас от Бразилии, Желли и Обес от Аргентины и Энрике Кастро от Уругвая) предложили Франсиско Солано Лопесу сдаться. Однако Лопес отверг это предложение и бежал в гористую местность Серро-Леон.
1 января 1869 года Асунсьон был занят войсками под командованием полковника Эрмеса Эрнесту да Фонсеки (отца будущего маршала и 8-го президента Бразилии Эрмеса Родригиса да Фонсеки). В руки бразильцев неповреждёнными попали арсенал и столичные верфи, давшие возможность отремонтировать флот, получивший серьёзные повреждения. Через пять дней в город с остальной армией прибыл фельдмаршал Кашиас; ещё через тринадцать дней он оставил командование.

### Последние бои
Руководить бразильскими войсками на завершающем этапе войны был назначен зять императора Бразилии Педру II, Луис Филипе Гастан ди Орлеанс, граф д’Э. Его целью был не только полный разгром Парагвая, но и усиление бразильских позиций в регионе. В августе 1869 года Тройственный союз установил в Асунсьоне временное правительство Парагвая; во главе его встал Сирило Антонио Риварола.
Франсиско Солано Лопес продолжил войну в горах на северо-востоке от Асунсьона. В течение года союзническая армия численностью 21 000 человек с графом д’Э во главе подавляла сопротивление парагвайцев. В битвах при Пирибебуй и Акоста-Нью с парагвайской стороны погибло более 5000 человек; значительную их часть составляли призванные в армию дети.
На поимку Солано Лопеса, который с отрядом в 200 человек скрывался в лесах на севере, были высланы два отряда. 1 марта 1870 года войска генерала Жозе Антониу Коррея да Камара застигли врасплох последний лагерь парагвайских войск в Серро-Кора. Франсиско Солано Лопес был убит, когда пытался переплыть реку Акидабан. Его последними словами были: «Я умираю за Родину!» (исп. «¡Muero por la Patria!»). Гибель Лопеса ознаменовала конец Парагвайской войны.

### Общий характер войны
Боевые действия с обеих сторон отличались ожесточённостью. Так, известны случаи жестоких кар по отношению к провинившимся военнослужащим парагвайской армии (Лопес не пощадил даже собственного брата, епископа Парагвая). В армию после гибели значительного числа взрослых мужчин призывались даже женщины и дети; так, 16 августа 1869 года в битве при Акоста-Нью сражались 3500 детей и подростков от 9 до 15 лет (из общего количества парагвайских сил 6000 человек). В память их героизма 16 августа в сегодняшнем Парагвае отмечается День ребёнка.
Обе стороны весьма жестоко обращались с пленными. Часть пленных парагвайцев даже была продана союзниками в рабство; кроме того, попавших в плен парагвайцев вербовали в так называемый Парагвайский легион — войска, сражавшиеся на стороне Тройственного Альянса (всего в его составе воевали около 800 человек).

## Последствия войны

### Жертвы
Парагвай понёс в ходе войны тяжелейшие человеческие потери. Их масштаб до сих пор служит причиной дискуссий, однако сам факт гибели большей части населения никем не оспаривается. Парагвайская война входит в книгу рекордов Гиннесса как один из самых кровопролитных конфликтов, где погиб наибольший процент как населения в целом, так и мужчин в частности.
Согласно одной из наиболее обоснованных оценок, население Парагвая в 1871 году составило около 221 тыс. чел., в то время как до войны в стране жило примерно более 1,3 млн чел. (по сведениям англоязычных источников — 525 тыс. чел., то есть в этом случае потери оцениваются в 300 тысяч погибших). Особенно тяжёлый удар был нанесён по мужскому населению: по данным на тот же 1871 год, в стране было лишь около 28 000 мужчин; потери мужского населения во время войны оцениваются в 90 %. Согласно некоторым другим версиям, в 90 % (1 200 000 человек) оцениваются общие потери населения страны. Столь высокие жертвы нередко связывают с фанатичной преданностью жителей страны власти Лопеса; последовавшая за падением столицы и бегством Лопеса в горные районы ожесточённая партизанская война, видимо, также стала одной из причин человеческих потерь. Высокая смертность населения была обусловлена и болезнями, быстро распространявшимися во время войны.
Потери союзников также были достаточно высоки. Из 123 000 бразильцев, принявших участие в войне, погибло около 50 000 человек; часть из них, впрочем, являлись мирными жителями (особенно пострадала провинция Мату-Гросу). Аргентина (30 000 солдат) потеряла примерно 18 000 человек (наибольшее число погибших мирных жителей было в провинции Коррьентес), Уругвай — 3100 человек из приблизительно 5600 (часть этих солдат были иностранцами).
Вместе с тем необходимо отметить и очень высокий процент небоевых потерь. Множество жизней унесло плохое питание и плохие санитарно-гигиенические условия. Две трети потерь бразильской армии составили солдаты, умершие в госпиталях и на марше; бразильский флот потерял 170 человек в боевых действиях, 107 человек от несчастных случаев и 1470 человек от болезней. Специфической проблемой бразильцев в начале войны было то, что большая часть солдат была уроженцами северных и северо-восточных районов страны. Резкое изменение климата от жаркого до весьма умеренного вместе со сменой привычной пищи приводила к тяжёлым последствиям. Питьё речной воды нередко приводило к пагубным последствиям для целых батальонов бразильцев. Холера, вероятно, оставалась главной причиной смертности в течение всей войны.

### Итоги войны
В 1870 году, после окончательного разгрома Парагвая, Аргентина предложила Бразилии секретное соглашение, согласно которому к аргентинцам должна была отойти парагвайская область Гран-Чако, богатая так называемым кебрачо — продуктом, использовавшимся для дубления кожи. При этом сам Парагвай делился бы пополам между Аргентиной и Бразилией. Однако бразильское правительство, не заинтересованное в исчезновении парагвайского государства, служащего своеобразным буфером между Аргентиной и Бразильской империей, отвергло это предложение.
Бразильская армия оставалась в Парагвае ещё в течение шести лет после окончания войны. Лишь в 1876 году она была выведена из страны. В течение этого периода бразильцы помогли отстоять независимость Парагвая от Аргентины, желавшей всё-таки получить под свой контроль район Гран-Чако; несмотря на вполне реальную угрозу новой войны, теперь уже между бывшими союзниками, Парагвай остался независимым.
Какого-либо единого мирного договора заключено не было. Государственная граница между Аргентиной и Парагваем была установлена после длительных переговоров, завершившихся договором, подписанным 3 февраля 1876 года. Аргентина получила около трети территории, на которую претендовала (большую часть региона Мисьонес и часть Гран-Чако между реками Пилькомайо и Рио-Бермехо); принадлежность части земель (между реками Верде и главным рукавом реки Пилькомайо), по которым соглашение так и не было достигнуто, была вынесена на суд третейского судьи, в роли которого выступил президент США Ратерфорд Хейс. Хейс решил спор в пользу Парагвая; в честь него был назван один из департаментов страны.
9 января 1872 года Бразилия заключила с Парагваем сепаратный мирный договор. Согласно этому соглашению, устанавливалась свобода навигации по реке Парагвай, границы между странами определялись в соответствии с предвоенными претензиями Бразилии (за счёт спорных пограничных территорий расширялись границы провинции Мату-Гросу). Договор предусматривал также оплату бразильских военных расходов (этот долг был отменён только Жетулиу Варгасом в 1943 году в ответ на аналогичную аргентинскую инициативу). Таким образом, в общей сложности Аргентина и Бразилия получили около 140 000 км², что составило чуть меньше половины парагвайской территории на тот момент.
В декабре 1975 года, после подписания президентами — бразильским Эрнесту Гайзелом и парагвайским Альфредо Стресснером договора о дружбе и сотрудничестве, правительство Бразилии вернуло Парагваю взятые во время войны трофеи.
Бразилия несколько увеличила свою территорию, но дорого заплатила за победу. Война фактически финансировалась займами Лондонского Банка и банкирскими домами братьев Бэринг и «Н. М. Ротшильд и сыновья». За пять лет Бразилия потратила вдвое больше средств, чем получила, что вызвало финансовый кризис. Выплата значительно выросшего государственного долга негативно влияла на экономику страны ещё в течение нескольких десятилетий. Существует мнение, что длительная война в перспективе способствовала падению в Бразилии монархии; кроме того, высказываются и предположения о том, что она была одной из причин отмены рабства (в 1888 году). Бразильская армия получила новое значение в качестве политической силы; объединённая войной и опиравшаяся на появившиеся традиции, она будет играть в позднейшей истории страны значительную роль.
В Аргентине война привела к модернизации экономики; на несколько десятков лет она превратилась в самую процветающую страну Латинской Америки, а присоединённые территории сделали её сильнейшим государством бассейна Ла-Платы.
Фактически единственной страной, выигравшей от Парагвайской войны, была Великобритания — и Бразилия, и Аргентина взяли в долг огромные суммы, выплата некоторых из них продолжается и по сей день (Бразилия расплатилась за все британские ссуды в эпоху правления Жетулиу Варгаса).
Что же касается Уругвая, то ни Аргентина, ни Бразилия более не вмешивались в его политику столь активно. Уругвайская Партия Колорадо получила власть в стране и правила до 1958 года.
Большая часть парагвайских деревень, разорённых войной, была покинута, а их оставшиеся в живых жители переселились в окрестности Асунсьона. Эти поселения в центральной части страны практически перешли к ведению натурального хозяйства; значительная часть земель была скуплена иностранцами, главным образом аргентинцами, и превратилась в поместья. Парагвайская промышленность была уничтожена, рынок страны был открыт для британских товаров, а правительство (впервые в истории Парагвая) взяло внешний заём в 1 миллион фунтов стерлингов. Также Парагвай должен был выплатить контрибуцию (она так и не была выплачена) и до 1876 года оставался оккупирован.
Так как большая часть (до 90 %) парагвайских мужчин погибла на войне, правительство страны для решения демографической проблемы было вынуждено временно легализовать многожёнство.

## Парагвайская война в искусстве
Парагвайская война оставила значительный след в искусстве стран региона. Так, к теме боевых действий в своих картинах обращались аргентинские художники Кандидо Лопес и Хосе Игнасио Гармендиа, бразильцы Витор Мейреллис и Педру Америку, уругваец Хуан Мануэль Бланес.
Война получила своё отражение и в литературе. Некоторые произведения получили определённую известность и в России — в качестве примера можно упомянуть приключенческий роман итальянского писателя Эмилио Сальгари «Сокровища президента Парагвая» (1894), название которого связано с легендой о сокровищах Солано Лопеса. Кроме того, некоторое отражение события войны получили в повести Артура Конан Дойля о Шерлоке Холмсе «Происшествие в Вистерия-Лодж» (встречается вариант перевода названия «В сиреневой сторожке»; англ. The Adventure of Wisteria Lodge), где в вымышленном государстве Сан-Педро достаточно легко опознать Парагвай. Если Сальгари относится к парагвайцам с явной симпатией, то в повести Конан Дойля диктатор Сан-Педро именуется не иначе как «кровожадным».

### Кинематограф
2001 — «Нету теряет свою душу» (порт. Netto Perde Sua Alma; имеется в виду генерал Антониу ди Соза Нету), Бразилия. Историческим фоном послужили события Парагвайской войны.
2013 — документально-биографический фильм «Элиза Линч: Королева Парагвая» (Eliza Lynch: Queen of Paraguay) ирландского режиссёра Алана Гилсенана. Сюжет рассказывает о жизни возлюбленной Франсиско Солано Лопеса ирландке Элизе Линч, роль которой исполнила актриса Мэри Дойл Кеннеди.

## Современное восприятие войны
До сих пор война остаётся спорной темой — особенно в Парагвае, где она воспринимается как бесстрашная попытка маленького народа отстоять свои права — либо как самоубийственная, обречённая на неудачу борьба против превосходящего противника, практически до основания уничтожившая нацию.
В современной российской публицистике Парагвайская война также воспринимается неоднозначно. При этом ключевую роль играют воззрения авторов статей, в то время как события войны используются для иллюстрации этих воззрений. Так, Парагвай того времени может быть представлен как предшественник тоталитарных режимов XX века, а война — как преступное следствие агрессивной политики этого режима. В другой, прямо противоположной версии, режим Франсии и Лопесов выглядит как успешная попытка создания экономики, не зависящей от соседей и тогдашнего мирового лидера — Великобритании. Война же, согласно подобной точке зрения — не что иное, как осознанный геноцид маленького народа, посмевшего бросить вызов самой сильной державе мира и империалистической системе мира в целом.

## Последствия
Итоги войны на долгое время вычеркнули Парагвай из числа государств, имеющих хоть какой-нибудь вес в международных делах. На то, чтобы оправиться от хаоса и демографического дисбаланса, стране потребовались десятки лет.